# 18681 Caseylipp
18681 Caseylipp è un asteroide della fascia principale. Scoperto nel 1998, presenta un'orbita caratterizzata da un semiasse maggiore pari a 2,3496945 UA e da un'eccentricità di 0,1022270, inclinata di 6,76099° rispetto all'eclittica.